# Museo Egizio
Museo Egizio is een archeologiemuseum in Turijn met voorwerpen uit het oude Egypte.
Het museum is gevestigd in het gebouw van de Accademia delle Scienze en is exclusief gewijd aan de Egyptische kunst. In de collectie bevinden zich mummies, papyri en van alles met betrekking tot het oude Egypte, zoals een standbeeld van Ramses II, "de tombe van Kha en Merit" en "de tempel van Ellesiya".
Het museum werd in 1824 opgericht door koning Karel Felix van Sardinië, die de Bernardino Drovetti-collectie verwierf.
Voor de Olympische Winterspelen 2006 zijn een aantal zalen gemoderniseerd door Dante Ferretti, waarbij hij bij de inrichting gebruik maakt van spiegels en verlichting.
Tussen 2012 en 2015 werd het gebouw van architect Guarino Guarini grondig gerestaureerd.

## Galerij

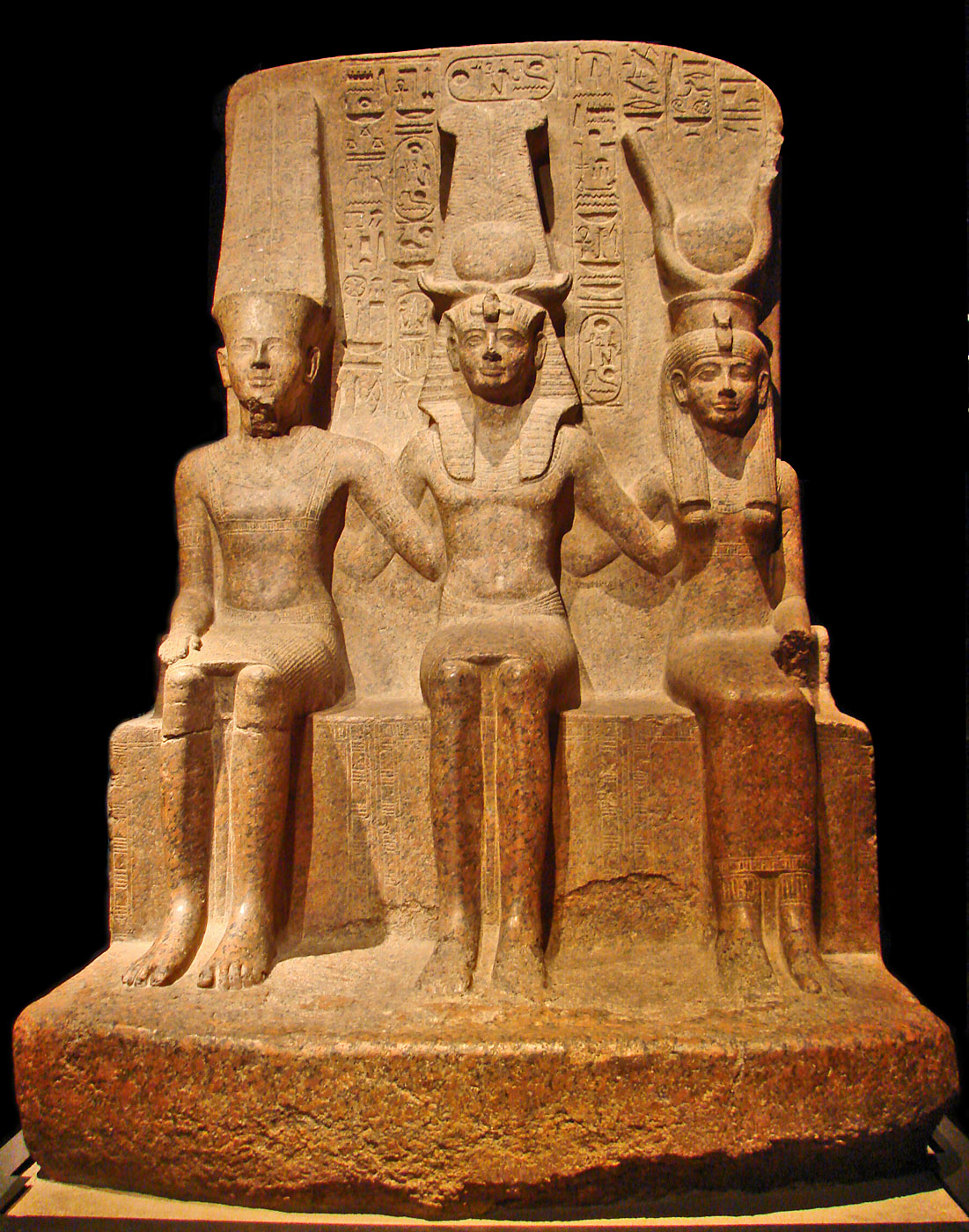
Beeld van farao Ramses II met de goden Amun and Hathor (19e dynastie)
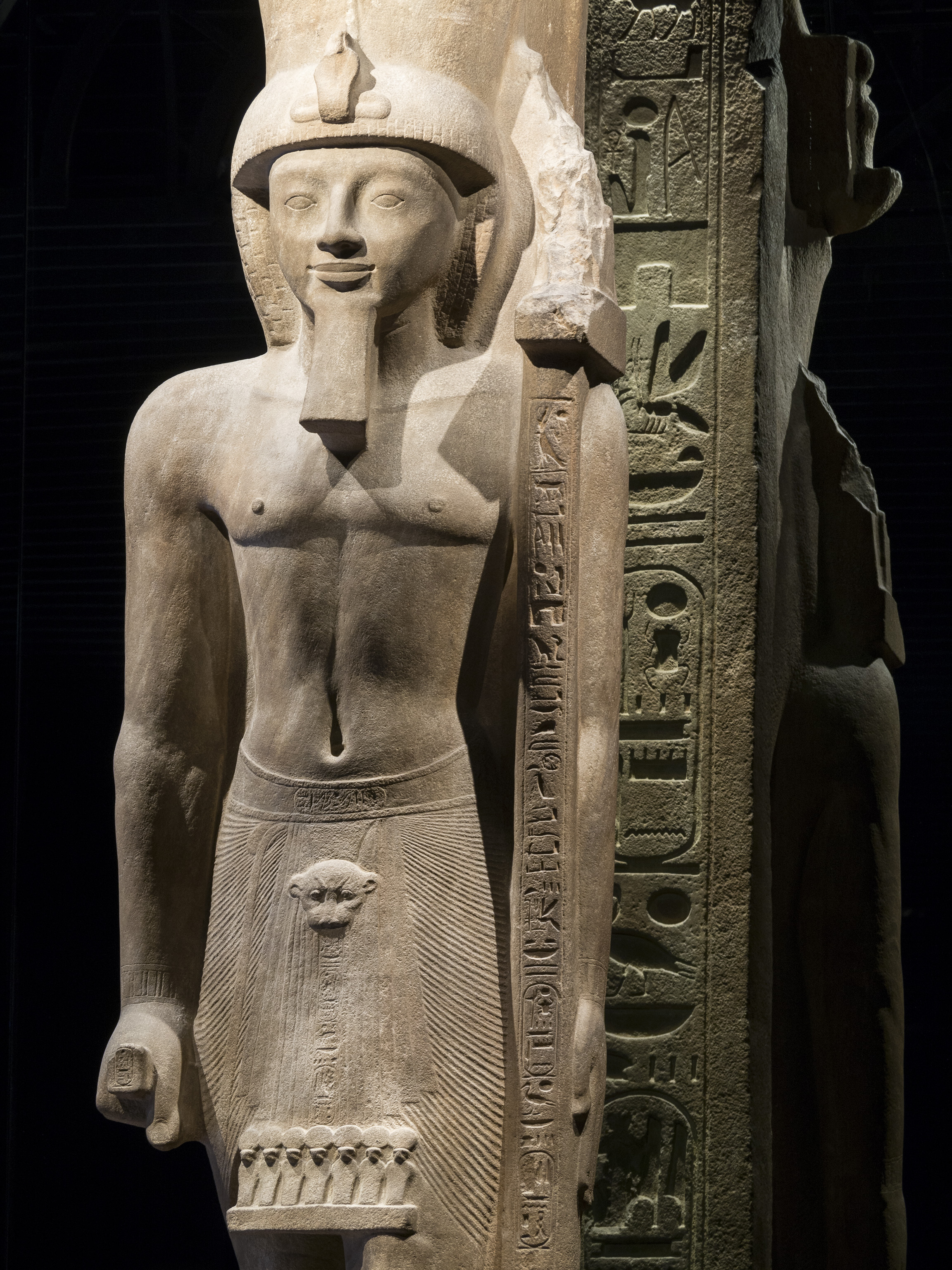
Beeld van farao Seti II (19e dynastie)
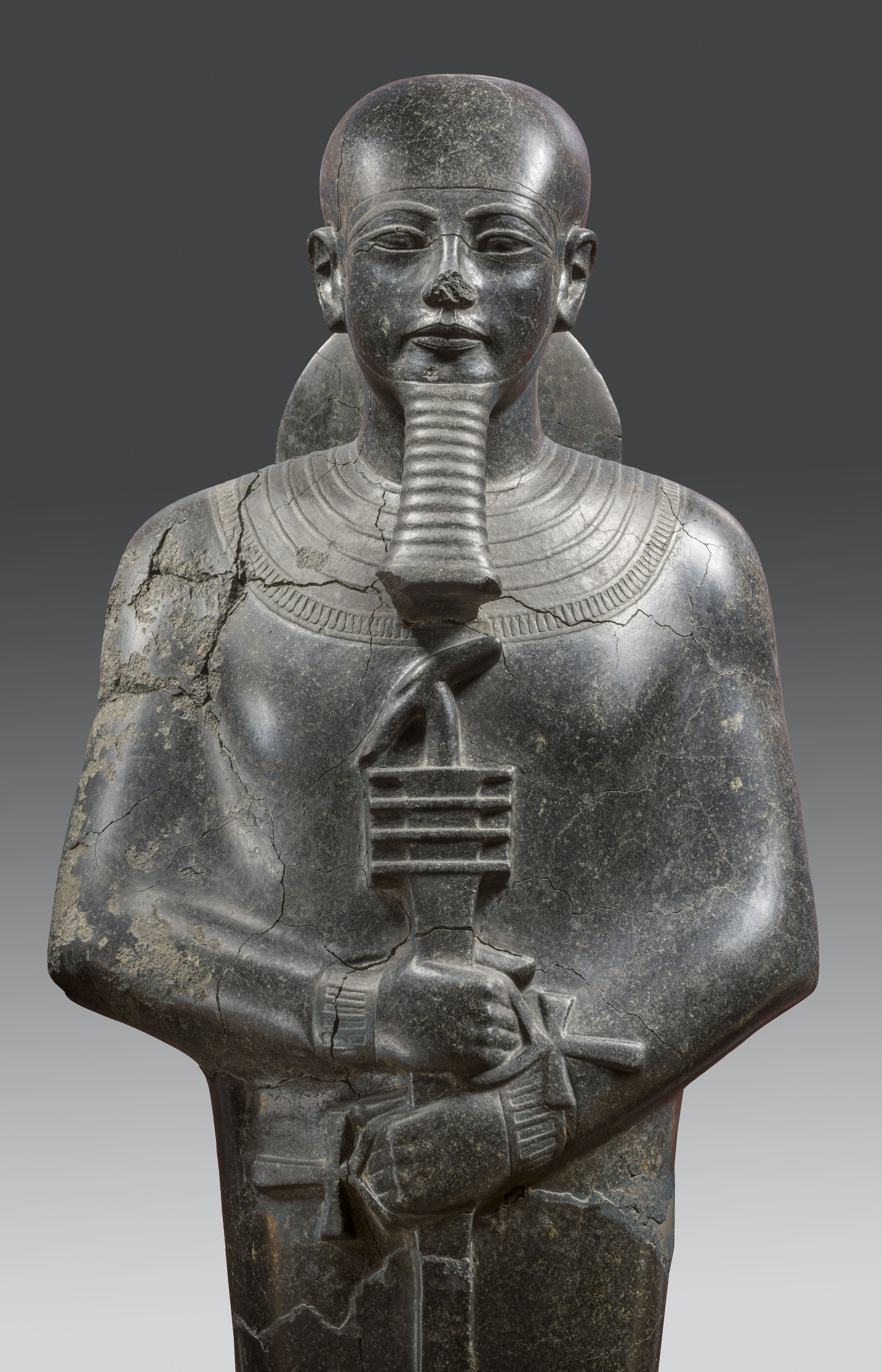
Beeld van de god Ptah (1390-1353 v. Chr.)

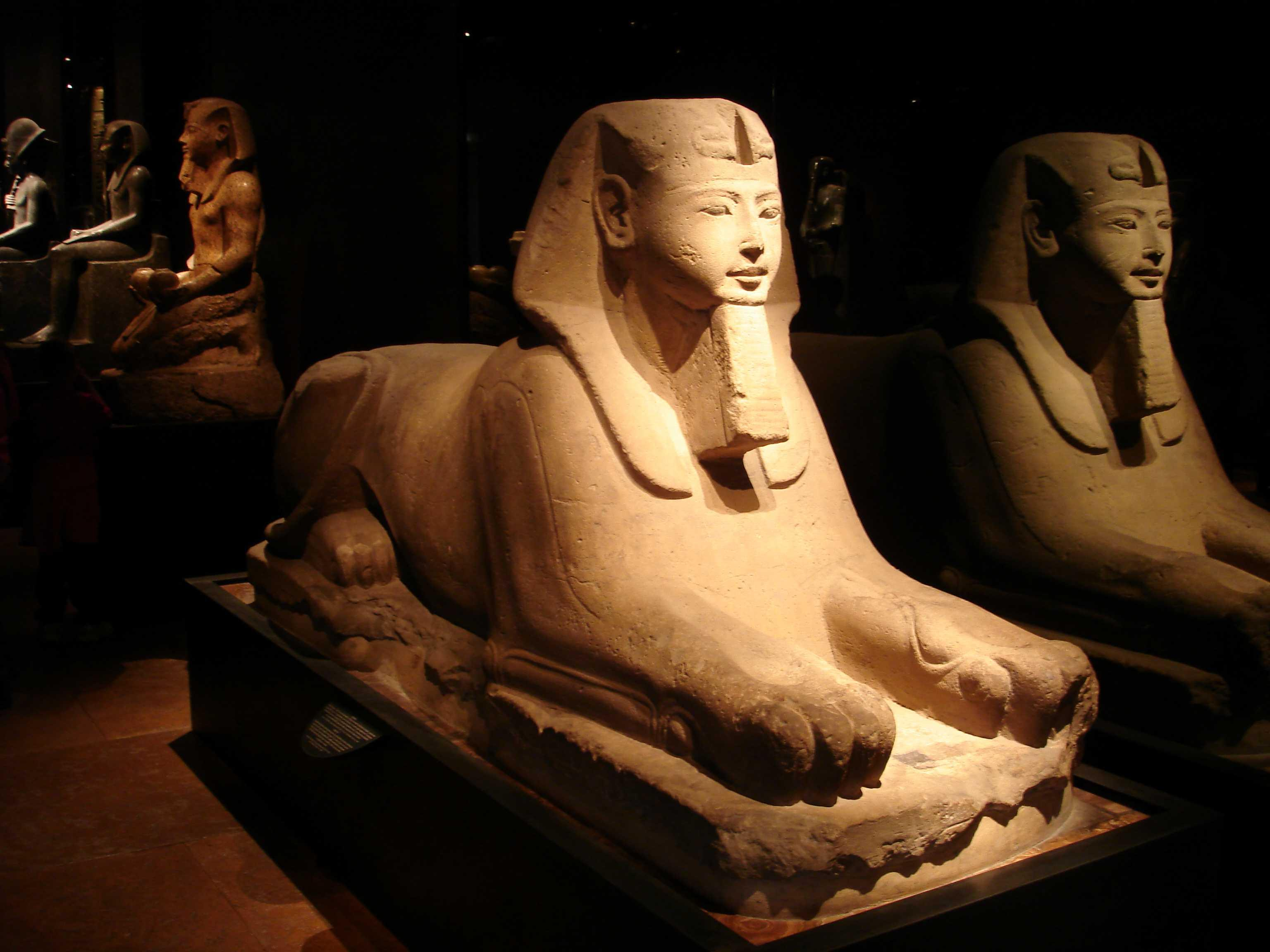
Sfinx (ca.1292-1250 v. Chr.)
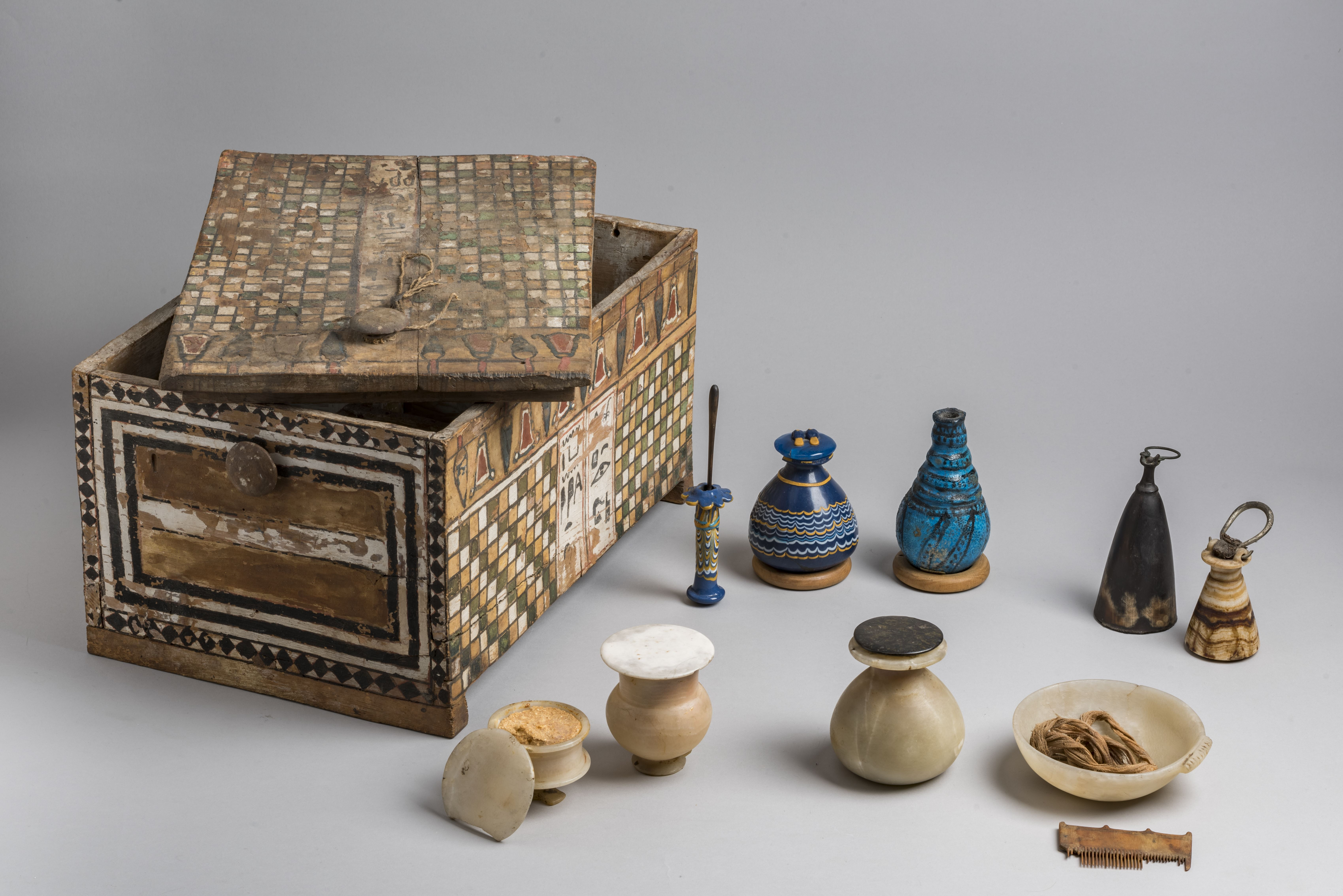
Objecten uit de tombe van Kha en Merit (18e dynastie)